# Villademor de la Vega
Villademor de la Vega là một đô thị trong tỉnh León, Castile và León, Tây Ban Nha. Theo điều tra dân số 2005 (INE), đô thị này có dân số là 437 người.